# Ridderorden in Noord-Macedonië
Na de onafhankelijkheid van de republiek Macedonië op 8 september 1991 werden vijf ridderorden ingesteld om burgerlijke en militaire verdienste te belonen.
- De Orde van de Republiek Macedonië
- De Orde van 8 september ook "Orde van de Dag van Sint-Elia"
- De Orde van Ilinden
- De Orde van Verdienste van de Republiek Macedonië
- De Orde van Militaire Verdienste